# Mineta lorenesa

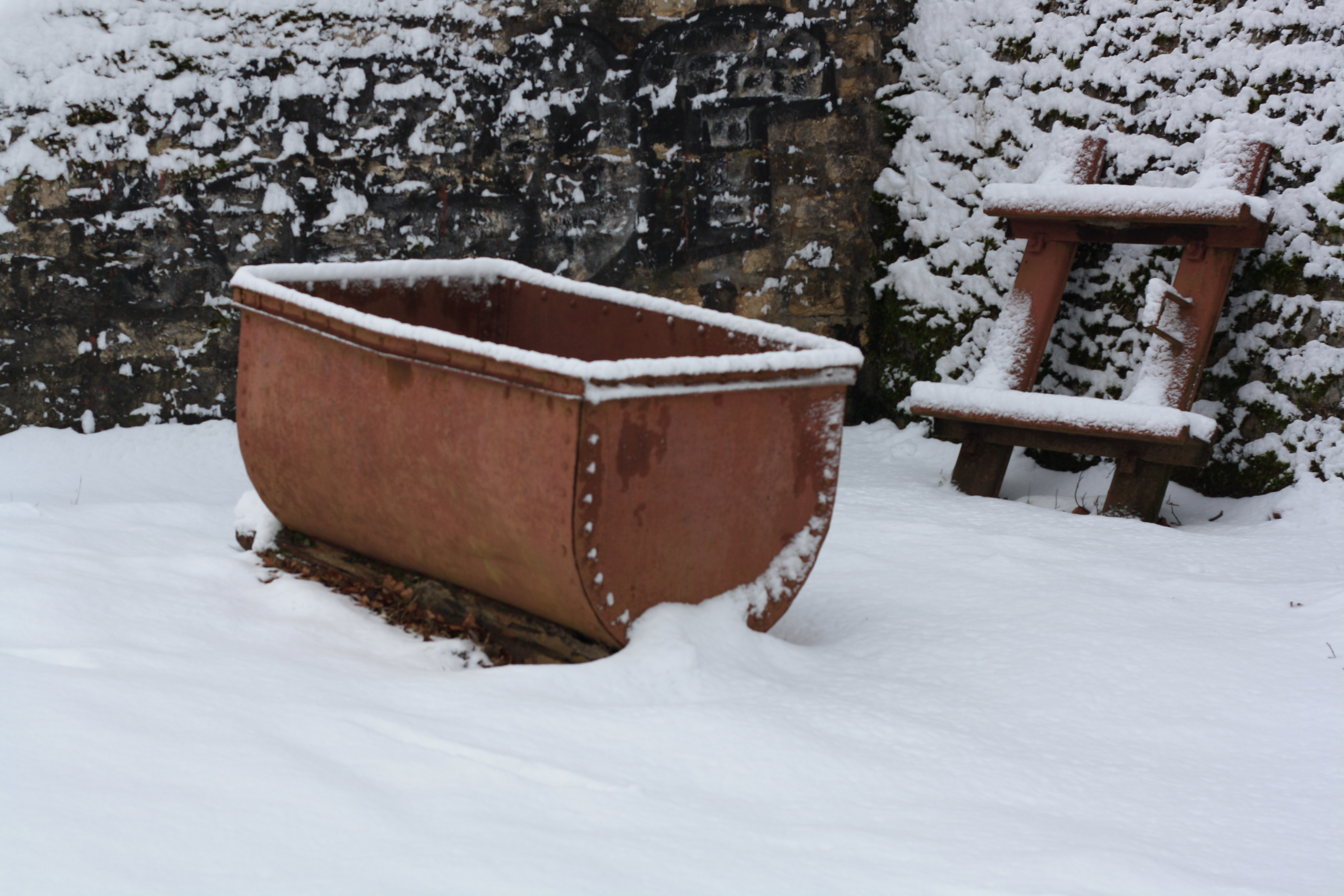
Vagoneta en la mina de Val de Fer en Neuves-Maisons

La mineta es un mineral de hierro procedente de Lorena formado por oolitas y limonita unidas por un cemento, generalmente carbonatado; los desechos marinos fósiles y las huellas son comunes.

## La mena
La mena se extiende a lo largo de cuarenta kilómetros de ancho, a lo largo de una franja de unos cien kilómetros desde el norte de Longwy hasta el sur de Nancy que cubre en particular la Alta Lorena.
Se formó principalmente en el Toarciense y un poco en el Aaleniense, al comienzo del Jurásico Medio.
Una de las ventajas del yacimiento de Lorena consiste en la proximidad de minerales ácidos (con ganga silícea) o básicos (con ganga caliza). Los minerales básicos son interesantes porque «la mayoría de los principales yacimientos del mundo tienen en su mayoría gangas silíceas y hay que añadir piedra caliza (para los minerales de los Grandes Lagos en los Estados Unidos, tenemos 50% hierro, 10% de sílice y hay que añadir 25% de caliza). En Lorena, se mezclan 4 toneladas de ganga caliza con 1 tonelada de ganga silícea; obtenemos así un basicidad [nota 1]» promedio de mineral de 1.33, que es muy satisfactorio. [En 1962] se extraía un 80% de mineral calizo, especialmente en Mosela, Briey y Audun-le-Roman, y un 20% silíceo en Longwy y Nancy. Pero las reservas, estimadas en 6 mil millones de toneladas, se reparten más o menos equitativamente entre los dos tipos […]. También tenemos alrededor de mil millones de toneladas de mineral de baja ley con una ley del 22 al 24% […]» 

## Explotación
Antes del siglo XIX, la metalurgia de Lorena explotó principalmente depósitos aluviales con hierro fuerte (hematites) como el que se encuentra en Saint-Pancré. Pero se descubrió en 1984, cerca de Nancy, un sitio importante de explotación de la minette que se remonta a los siglos VIII–X.
Este mineral se denomina comúnmente mineta, un diminutivo de la palabra mina, por su bajo contenido en hierro (del 28 al 34%) y alto contenido de fósforo (0,5 a 1%), en forma de fosfato de calcio (apatita). Es por la presencia de fósforo que la mineta de Lorena no pudo ser explotada masivamente hasta mediados del siglo XIX, después del desarrollo del proceso de Thomas, lo que permite una desfosforación eficaz.
La mena de Lorena se clasificó entonces entre las más grandes del mundo y sus reservas se estimaron en seis mil millones de toneladas de mineral, susceptibles de contener 1,95 mil millones de toneladas de hierro. En 1913, la producción de la cuenca de hierro de Lorena superó los 41 millones de toneladas, incluidas la 21 en Moselle y las 20 en Meurthe y Mosela. Lorena figuraba como la segunda región productora del mundo, detrás de Estados Unidos.
Después de un período de explotación de aproximadamente un siglo y medio, la masa de mineral arrancada del subsuelo de Lorena sería de tres mil millones de toneladas. Sin embargo, el bajo grado de hierro contenido en este mineral, su contenido de fósforo y arsénico animó a las siderúrgicas a reemplazarlo gradualmente con minerales de ultramar más ricos (contenido promedio de alrededor de 60%). De hecho, un bajo contenido en hierro exige un mayor consumo de combustible para derretir la ganga de desecho. Se nota la diferencia: en 1922, cada unidad de hierro menos en el mineral suponía un gasto adicional de coque de 30 kg. La mineta de Mosela, con un contenido de 4 a 6 unidades más bajo que los minerales de Meurthe-et-Moselle, llevó al consumo de 1500 kg  de coque por tonelada de hierro fundido, mientras que en 1913, en Meurthe y Mosela, se consideró normal un gasto de 1000 kg.
Sin competencia frente a los minerales importados, las minas de hierro de Lorena dejaron de explotarse gradualmente. El último en cerrar, en 1997, fue el de Terres Rouges en Audun-le-Tiche ( Mosela).